# Jaina Proudmoore
Jaina Proudmoore is een personage uit de computerspelserie Warcraft van Blizzard Entertainment. Ze maakte haar debuut in Warcraft III: Reign of Chaos en is een machtige tovenares en leider in het Warcraft-universum.

## Achtergrond
Jaina Proudmoore is de dochter van Admiraal Daelin Proudmoore, leider van het eilandrijk Kul Tiras. Als getalenteerde tovenares bracht ze haar jeugd door in de magiërsstad Dalaran. Toen een dodelijke plaag uitbrak, werd Jaina gestuurd om onderzoek te doen, waar ze haar voormalige geliefde prins Arthas ontmoette. Hun romance eindigde tragisch toen Arthas genadeloos zijn besmette dorp uitmoordde, wat Jaina deed besluiten te vertrekken.
Later hoorde Jaina de waarschuwingen van de profeet Medivh over een dreiging vanuit Kalimdor en werkte ze samen met de orc-leider Thrall om een vredesakkoord te sluiten tussen mensen en orcs — een ongekende alliantie in Azeroth. Samen versloegen ze de demon Archimonde en stichtten ze nieuwe thuislanden: Theramore voor Jaina’s volk en Orgrimmar voor Thralls.
De vrede werd verstoord toen haar vader, Admiraal Daelin Proudmoore, woedend werd door haar samenwerking met orcs, die hij verantwoordelijk hield voor de dood van zijn zoon. Hij viel Theramore aan, wat leidde tot zijn eigen ondergang in de strijd. Hierdoor werd Jaina door haar volk van Kul Tiras als verrader gezien.
Als leider van Theramore verdedigde ze haar stad en probeerde ze diplomatie tussen de Horde en de Alliantie in stand te houden, ondanks herhaaldelijke spanningen.
Haar overtuiging in vrede werd zwaar op de proef gesteld tijdens de aanval op Theramore door Warchief Garrosh Hellscream, die een mana-bom liet vallen en de stad vernietigde. De aanval kostte duizenden levens, waaronder vele van haar dierbaren. Deze tragedie veranderde Jaina diep: haar geloof in samenwerking met de Horde werd vervangen door woede en wantrouwen. Ze nam het leiderschap op zich van de Kirin Tor, de magiërsorde van Dalaran, en zette de Horde-leden uit de stad.
Tijdens de oorlog tegen de Burning Legion keerde Jaina zich tijdelijk af van de Alliantie toen zij zich onvoldoende gesteund voelde. Toch keerde ze terug ten tijde van de Vierde Oorlog, waarin ze zich herenigde met haar moeder Katherine Proudmoore in Kul Tiras. Na jaren van vervreemding hielp ze haar geboorteland om zich weer bij de Alliantie aan te sluiten en speelde ze een cruciale rol in de strijd tegen Sylvanas Windrunner en de Hordetroepen.

## Verschijningen
Jaina Proudmoore verscheen voor het eerst in Warcraft III: Reign of Chaos uit 2002, waarin ze een centrale rol speelde als machtige magiër en diplomate. Haar karakter werd verder uitgediept in World of Warcraft, waar ze een sleutelfiguur werd in verschillende uitbreidingen, waaronder Theramore’s Fall in Mists of Pandaria, haar leiderschap in Battle for Azeroth, en haar tijd in de Shadowlands.
In Heroes of the Storm is Jaina is een speelbaar personage dat excelleert in het toebrengen van magische schade op afstand. Met haar beheersing van ijsmagie kan ze vijanden vertragen en vernietigen.
In Hearthstone is Jaina beschikbaar als standaard held voor de magiër-klasse. Daarnaast is ze verschenen in alternatieve hero skins en als Death Knight-variant in de uitbreiding Knights of the Frozen Throne.